# Wielersport op de Olympische Zomerspelen 2004
De wielersport is een van de sporten die beoefend werden tijdens de Olympische Zomerspelen 2004 in Athene, Griekenland. 
Bij het olympisch wielrennen wordt gestreden op de weg, de baan en het mountainbikeparcours.
De wegwedstrijden vonden plaats in het historische deel van Athene.
De wegtijdrit en de baandisciplines werden gehouden in het Vouliagmeni Olympische Centrum.
De mountainbike crosscountry vond plaats op het Parnitha Olympische MTB Centrum.

## Mannen

### Baan

#### Tijdrit, 1000 m
| rang   | sporter(s)        | land | tijd        |
| ------ | ----------------- | ---- | ----------- |
| Goud   | Chris Hoy         | GBR  | OR 1:00.711 |
| Zilver | Arnaud Tournant   | FRA  | 1:00.896    |
| Brons  | Stefan Nimke      | GER  | 1:01.186    |
| 4      | Shane Kelly       | AUS  | 1:01.224    |
| 5      | Theo Bos          | NED  | 1:01.986    |
| 6      | François Pervis   | FRA  | 1:02.328    |
| 7      | Craig MacLean     | GBR  | 1:02.369    |
| 8      | Carsten Bergemann | GER  | 1:02.551    |

#### Sprint
| rang   | sporter(s)       | land | heat 1 | heat 2 | heat 3 |
| ------ | ---------------- | ---- | ------ | ------ | ------ |
| Goud   | Ryan Bayley      | AUS  | -      | 10.661 | 10.743 |
| Zilver | Theo Bos         | NED  | 10.710 | -      | -      |
| Brons  | René Wolff       | GER  | 10.677 | 10.612 |        |
| 4      | Laurent Gané     | FRA  | -      | -      |        |
| 5      | Ross Edgar       | GBR  | 11.214 |        |        |
| 6      | Barry Forde      | BAR  | -      |        |        |
| 7      | Damian Zieliński | POL  | -      |        |        |
| 8      | Mickaël Bourgain | FRA  | -      |        |        |

#### Keirin
| rang   | sporter(s)         | land |
| ------ | ------------------ | ---- |
| Goud   | Ryan Bayley        | AUS  |
| Zilver | José Escuredo      | ESP  |
| Brons  | Shane Kelly        | AUS  |
| 4      | Mickaël Bourgain   | FRA  |
| 5      | René Wolff         | GER  |
| 6      | Josiah Ng          | MAS  |
| 7      | Łukasz Kwiatkowski | POL  |
| 8      | Jens Fiedler       | GER  |

#### Olympische sprint
| rang   | sporter(s)                                                    | land | tijd   |
| ------ | ------------------------------------------------------------- | ---- | ------ |
| Goud   | Jens Fiedler Stefan Nimke René Wolff                          | GER  | 43.980 |
| Zilver | Toshiaki Fushimi Masaki Inoue Tomohiro Nagatsuka              | JPN  | 44.246 |
| Brons  | Mickaël Bourgain Laurent Gané Arnaud Tournant                 | FRA  | 44.359 |
| 4      | Ryan Bayley Sean Eadie Shane Kelly                            | AUS  | 44.404 |
| 5      | Chris Hoy Craig MacLean Jamie Staff                           | GBR  | 44.075 |
| 6      | Jan Bos Teun Mulder Theo Bos                                  | NED  | 44.370 |
| 7      | José Escuredo Salvador Meliá José Villanueva                  | ESP  | 44.687 |
| 8      | Georgios Cheimonetos Dimitrios Georgalis Lampros Vasilopoulos | GRE  | 45.708 |

#### Individuele achtervolging, 4000 m
| rang   | sporter(s)        | land | tijd     |
| ------ | ----------------- | ---- | -------- |
| Goud   | Bradley Wiggins   | GBR  | 4:16.304 |
| Zilver | Bradley McGee     | AUS  | 4:20.436 |
| Brons  | Sergi Escobar     | ESP  | 4:17.947 |
| 4      | Robert Hayles     | GBR  | 4:22.291 |
| 5      | Luke Roberts      | AUS  | 4:20.336 |
| 6      | Fabien Sanchez    | FRA  | 4:21.235 |
| 7      | Volodymyr Djoedja | UKR  | 4:22.720 |
| 8      | Robert Bartko     | GER  | 4:26.184 |

#### Ploegachtervolging, 4000 m
| rang   | sporter(s)                                                                                  | land | tijd     |
| ------ | ------------------------------------------------------------------------------------------- | ---- | -------- |
| Goud   | Graeme Brown Bradley McGee Brett Lancaster Luke Roberts (Peter Dawson) (Stephen Wooldridge) | AUS  | 3:58.233 |
| Zilver | Steven Cummings Robert Hayles Paul Manning Bradley Wiggins (Chris Newton) (Bryan Steel)     | GBR  | 4:01.760 |
| Brons  | Carlos Castaño Sergi Escobar Asier Maeztu Carlos Torrent                                    | ESP  | 4:05.523 |
| 4      | Guido Fulst Robert Bartko Christian Lademann Leif Lampater                                  | GER  | 4:07.193 |
| 5      | Levi Heimans Jens Mouris Peter Schep Jeroen Straathof                                       | NED  | 4:04.605 |
| 6      | Volodymyr Djoedja Roman Kononenko Serhij Matvjejev Vitaliy Popkov                           | UKR  | 4:05.266 |
| 7      | Matthieu Ladagnous Anthony Langella Jérôme Neuville Fabien Sanchez                          | FRA  | 4:07.336 |
| 8      | Linas Balčiūnas Aivaras Baranauskas Tomas Vaitkus Raimondas Vilčinskas                      | LTU  | 4:08.812 |

#### Puntenkoers
| rang   | sporter(s)       | land | ronde | punten |
| ------ | ---------------- | ---- | ----- | ------ |
| Goud   | Michail Ignatiev | RUS  | +4    | 93     |
| Zilver | Juan Llaneras    | ESP  | +3    | 82     |
| Brons  | Guido Fulst      | GER  | +3    | 79     |
| 4      | Greg Henderson   | NZL  | +3    | 68     |
| 5      | Milan Kadlec     | CZE  | +3    | 65     |
| 6      | Mark Renshaw     | AUS  | +2    | 60     |
| 7      | Peter Schep      | NED  | +2    | 58     |
| 8      | Angelo Ciccone   | ITA  | +2    | 49     |

#### Madison
| rang   | sporter(s)                     | land | ronde | punten |
| ------ | ------------------------------ | ---- | ----- | ------ |
| Goud   | Graeme Brown Stuart O'Grady    | AUS  |       | 22     |
| Zilver | Franco Marvulli Bruno Risi     | SUI  |       | 15     |
| Brons  | Bradley Wiggins Robert Hayles  | GBR  |       | 12     |
| 4      | Guido Fulst Robert Bartko      | GER  |       | 9      |
| 5      | Volodymyr Rybin Vasyl Jakovlev | UKR  |       | 9      |
| 6      | Miquel Alzamora Juan Llaneras  | ESP  |       | 7      |
| 7      | Greg Henderson Hayden Roulston | NZL  |       | 2      |
| 8      | Juan Curuchet Walter Pérez     | ARG  | -1    | 8      |

### Weg

#### Individueel
Afstand: 224.4 km
| rang   | sporter(s)      | land | tijd    |
| ------ | --------------- | ---- | ------- |
| Goud   | Paolo Bettini   | ITA  | 5:41:44 |
| Zilver | Sérgio Paulinho | POR  | 5:41:45 |
| Brons  | Axel Merckx     | BEL  | 5:41:52 |
| 4      | Erik Zabel      | GER  | 5:41:56 |
| 5      | Andrej Hauptman | SLO  | 5:41:56 |
| 6      | Kim Kirchen     | LUX  | 5:41:56 |
| 7      | Roger Hammond   | GBR  | 5:41:56 |
| 8      | Frank Høj       | DEN  | 5:41:56 |

#### Tijdrit
Afstand: 48.0 km
| rang   | sporter(s)                | land | tijd     |
| ------ | ------------------------- | ---- | -------- |
| Goud   | Vjatsjeslav Jekimov*      | RUS  | 57:50.58 |
| Zilver | Bobby Julich              | USA  | 57:58.19 |
| Brons  | Michael Rogers            | AUS  | 58:01.67 |
| 4      | Michael Rich              | GER  | 58:09.46 |
| 5      | Aleksandr Vinokoerov      | KAZ  | 58:58.14 |
| 6      | Jan Ullrich               | GER  | 59:02.04 |
| 7      | Santiago Botero           | COL  | 59:04.76 |
| 8      | Igor González de Galdeano | ESP  | 59:27.25 |

* De Amerikaan Tyler Hamilton Hamilton won in eerste instantie de tijdrit in een tijd van 57:31.74. In 2011 bekende hij dat hij destijds doping had gebruikt en hij leverde zijn gouden plak in. Zijn gouden medaille ging een jaar later naar de Rus Vjatsjeslav Jekimov, het zilver naar de Amerikaan Bobby Julich en het brons naar de Australiër Michael Rogers.

### Mountainbike

#### Crosscountry
| rang   | sporter(s)           | land | tijd    |
| ------ | -------------------- | ---- | ------- |
| Goud   | Julien Absalon       | FRA  | 2:15:02 |
| Zilver | José Antonio Hermida | ESP  | 2:16:02 |
| Brons  | Bart Brentjens       | NED  | 2:17:05 |
| 4      | Roel Paulissen       | BEL  | 2:18:10 |
| 5      | Liam Killeen         | GBR  | 2:18:32 |
| 6      | Ralph Näf            | SUI  | 2:19:15 |
| 7      | Thomas Frischknecht  | SUI  | 2:19:39 |
| 8      | Manuel Fumic         | GER  | 2:20:29 |

## Vrouwen

### Baan

#### Tijdrit, 500 m
| rang   | sporter(s)            | land | tijd      |
| ------ | --------------------- | ---- | --------- |
| Goud   | Anna Meares           | AUS  | WR 33.952 |
| Zilver | Yonghua Jiang         | CHN  | 34.112    |
| Brons  | Natalia Tsylinskaja   | BLR  | 34.167    |
| 4      | Simona Krupeckaitė    | LTU  | 34.317    |
| 5      | Yvonne Hijgenaar      | NED  | 34.532    |
| 6      | Victoria Pendleton    | GBR  | 34.626    |
| 7      | Lori-Ann Muenzer      | CAN  | 34.628    |
| 8      | Nancy Contreras Reyes | MEX  | 34.783    |

#### Sprint
| rang   | sporter(s)            | land | heat 1 | heat 2 |
| ------ | --------------------- | ---- | ------ | ------ |
| Goud   | Lori-Ann Muenzer      | CAN  | 12.126 | 12.140 |
| Zilver | Tamilla Abassova      | RUS  | -      | -      |
| Brons  | Anna Meares           | AUS  | 12.042 | 11.822 |
| 4      | Svetlana Grankovskaja | RUS  | -      | -      |
| 5      | Natalia Tsylinskaja   | BLR  | 11.364 |        |
| 6      | Katrin Meinke         | GER  | -      |        |
| 7      | Simona Krupeckaitė    | LTU  | -      |        |
| 8      | Daniela Larreal       | VEN  | -      |        |

#### Individuele achtervolging, 3000 m
| rang   | sporter(s)                    | land | tijd        |
| ------ | ----------------------------- | ---- | ----------- |
| Goud   | Sarah Ulmer                   | NZL  | WR 3:24.537 |
| Zilver | Katie Mactier                 | AUS  | 3:27.650    |
| Brons  | Leontien Zijlaard van Moorsel | NED  | 3:27.037    |
| 4      | Katherine Bates               | AUS  | 3:31.715    |
| 5      | Karin Thürig                  | SUI  | 3:34.831    |
| 6      | Olga Sljoesarjova             | RUS  | 3:36.263    |
| 7      | Elena Chalykh                 | RUS  | 3:36.442    |
| 8      | Emma Davies                   | USA  | 3:35.069    |

#### Puntenkoers
| rang   | sporter(s)        | land | ronde | punten |
| ------ | ----------------- | ---- | ----- | ------ |
| Goud   | Olga Sljoesarjova | RUS  |       | 20     |
| Zilver | Belem Guerrero    | MEX  |       | 14     |
| Brons  | María Luisa Calle | COL  |       | 12     |
| 4      | Erin Mirabella    | USA  |       | 9      |
| 5      | Vera Carrara      | ITA  |       | 8      |
| 6      | Sarah Ulmer       | NZL  |       | 8      |
| 7      | Gema Pascual      | ESP  |       | 7      |
| 8      | Katherine Bates   | AUS  |       | 7      |

### Weg

#### Individueel
Afstand: 118.8 km
| rang   | sporter(s)        | land | tijd    |
| ------ | ----------------- | ---- | ------- |
| Goud   | Sara Carrigan     | AUS  | 3:24:24 |
| Zilver | Judith Arndt      | GER  | 3:24:31 |
| Brons  | Olga Sljoesarjova | RUS  | 3:25:03 |
| 4      | Oenone Wood       | AUS  | 3:25:03 |
| 5      | Nicole Cooke      | GBR  | 3:25:03 |
| 6      | Mirjam Melchers   | NED  | 3:25:06 |
| 7      | Joane Somarriba   | ESP  | 3:25:06 |
| 8      | Kristin Armstrong | USA  | 3:25:06 |

#### Tijdrit
Afstand: 24.0 km
| rang   | sporter(s)                    | land | tijd     |
| ------ | ----------------------------- | ---- | -------- |
| Goud   | Leontien Zijlaard van Moorsel | NED  | 31:11.53 |
| Zilver | Deirdre Demet-Barry           | USA  | 31:35.62 |
| Brons  | Karin Thürig                  | SUI  | 31:54.89 |
| 4      | Christine Thorburn            | USA  | 32:14.82 |
| 5      | Lada Kozlíková                | CZE  | 32:15.41 |
| 6      | Oenone Wood                   | AUS  | 32:16.00 |
| 7      | Joane Somarriba               | ESP  | 32:25.93 |
| 8      | Zoelfia Zabirova              | RUS  | 32:30.08 |

### Mountainbike

#### Crosscountry
| rang   | sporter(s)             | land | tijd    |
| ------ | ---------------------- | ---- | ------- |
| Goud   | Gunn-Rita Dahle Flesjå | NOR  | 1:56:51 |
| Zilver | Marie-Hélène Prémont   | CAN  | 1:57:50 |
| Brons  | Sabine Spitz           | GER  | 1:59:21 |
| 4      | Alison Sydor           | CAN  | 1:59:47 |
| 5      | Elsbeth van Rooy-Vink  | NED  | 2:01:41 |
| 6      | Maja Włoszczowska      | POL  | 2:02:08 |
| 7      | Ivonne Kraft           | GER  | 2:05:18 |
| 8      | Laurence Leboucher     | FRA  | 2:05:34 |

## Medaillespiegel
| rang   | land             | goud | zilver | brons | totaal |
| ------ | ---------------- | ---- | ------ | ----- | ------ |
| 1      | Australië        | 6    | 2      | 2     | 10     |
| 2      | Rusland          | 2    | 2      | 1     | 5      |
| 3      | Groot-Brittannië | 2    | 1      | 1     | 4      |
| 4      | Duitsland        | 1    | 1      | 4     | 6      |
| 5      | Nederland        | 1    | 1      | 2     | 4      |
| 6      | Frankrijk        | 1    | 1      | 1     | 3      |
| 6      | Verenigde Staten | 1    | 1      | 1     | 3      |
| 8      | Canada           | 1    | 1      | 0     | 2      |
| 9      | Italië           | 1    | 0      | 0     | 1      |
| 9      | Nieuw-Zeeland    | 1    | 0      | 0     | 1      |
| 9      | Noorwegen        | 1    | 0      | 0     | 1      |
| 12     | Spanje           | 0    | 3      | 2     | 5      |
| 13     | Zwitserland      | 0    | 1      | 1     | 2      |
| 14     | China            | 0    | 1      | 0     | 1      |
| 14     | Japan            | 0    | 1      | 0     | 1      |
| 14     | Mexico           | 0    | 1      | 0     | 1      |
| 14     | Portugal         | 0    | 1      | 0     | 1      |
| 18     | België           | 0    | 0      | 1     | 1      |
| 18     | Colombia         | 0    | 0      | 1     | 1      |
| 18     | Wit-Rusland      | 0    | 0      | 1     | 1      |
| totaal | totaal           | 18   | 18     | 18    | 54     |

Athene 1896 · 
Parijs 1900 · 
St. Louis 1904 · 
Londen 1908 · 
Stockholm 1912 · 
Antwerpen 1920 · 
Parijs 1924 · 
Amsterdam 1928 · 
Los Angeles 1932 · 
Berlijn 1936 · 
Londen 1948 · 
Helsinki 1952 · 
Melbourne 1956 · 
Rome 1960 · 
Tokio 1964 · 
Mexico-stad 1968 · 
München 1972 · 
Montréal 1976 · 
Moskou 1980 · 
Los Angeles 1984 · 
Seoel 1988 · 
Barcelona 1992 · 
Atlanta 1996 · 
Sydney 2000 · 
Athene 2004 · 
Peking 2008 · 
Londen 2012 · 
Rio de Janeiro 2016 ·
Tokio 2020 ·
Parijs 2024 ·
Los Angeles 2028
Medaillewinnaars: Baanwielrennen · BMX · Mountainbike · Wegwielrennen
Atletiek · Badminton · Basketbal · Boksen · Boogschieten · Gewichtheffen · Gymnastiek · Handbal · Hockey · Honkbal · Judo · Kanovaren · Moderne vijfkamp · Paardensport · Roeien · Schermen · Schietsport · Schoonspringen · Softbal · Synchroonzwemmen · Taekwondo · Tafeltennis · Tennis · Triatlon · Voetbal · Volleybal · Waterpolo · Wielersport · Worstelen · Zeilen · Zwemmen